# Båtsjön, Småland
Båtsjön är en sjö i Åtvidabergs kommun i Småland och ingår i Storåns huvudavrinningsområde. Sjön har en area på 1,11 kvadratkilometer och ligger 43 meter över havet. Båtsjön ligger i Storån vid Falerum Natura 2000-område.

## Delavrinningsområde
Båtsjön ingår i det delavrinningsområde (644916-152063) som SMHI kallar för Utloppet av Båtsjön. Medelhöjden är 90 meter över havet och ytan är 7,59 kvadratkilometer. Räknas de 28 avrinningsområdena uppströms in blir den ackumulerade arean 238,87 kvadratkilometer. Avrinningsområdets utflöde Storån (Fallån) mynnar i havet. Avrinningsområdet består mestadels av skog (73 procent). Avrinningsområdet har 1,09 kvadratkilometer vattenytor vilket ger det en sjöprocent på 14,3 procent.